# Lionel Batiste

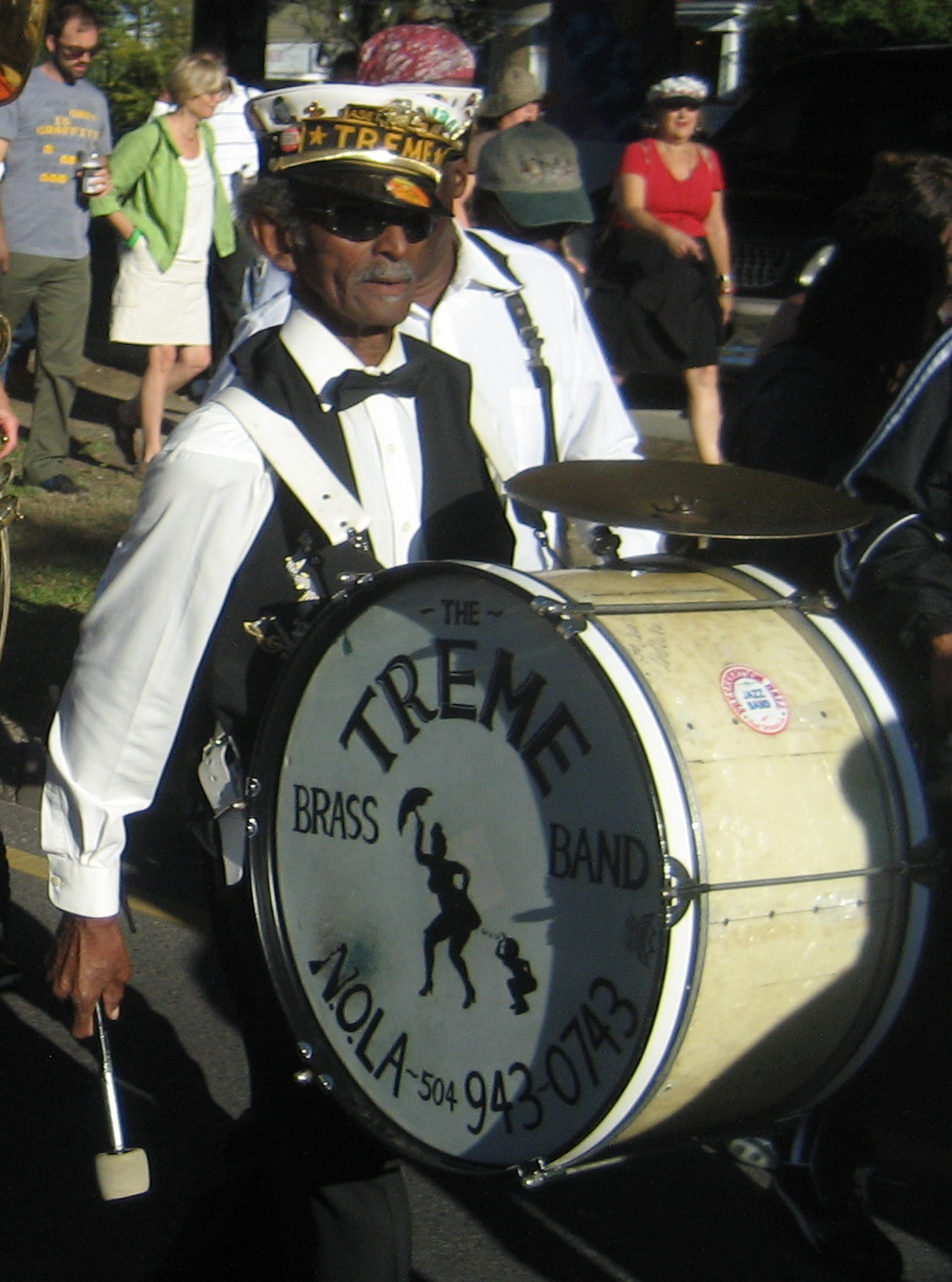
Lionel Batiste met bass drum, in 2009

"Uncle" Lionel Batiste (New Orleans, 11 februari 1931 – 8 juli 2012) was een Amerikaanse jazz- en bluesmuzikant en zanger. Hij speelde bass drum en kazoo.
Batiste was de jongste van elf kinderen, die allemaal zongen (zijn zusjes) of piano of banjo speelden (zijn broers). Hun vader was een smid die veel instrumenten bespeelde. Batiste groeide op in Tremé en zijn muzikale carrière begon op elfjarige leeftijd toen hij bass drum speelde bij de Square Deal Social & Pleasure Club. In zijn loopbaan was de bass drum zijn instrument. Naast de muziek had hij allerlei baantjes: zo was hij schilder en metselaar.
Hij was jarenlang de bass drummer, zanger en assistent-leider van de Tremé Brass Band. Ook speelde hij kazoo. Voor verschillende jonge musici was hij een rolmodel, zoals voor trompettist Kermit Ruffins. Batiste heeft één album gemaakt. Ook is hij te horen op platen van de Dirty Dozen Brass Band en Elvis Costello ("Spike).

## Discografie (selectie)
als leider:
- Gimme My Money Back, Arhoolie Records, 1995
- Uncle Lionel, GHB Records, 2007

met Treme Brass Band:
- Treme Traditions

- Bibliothèque nationale de France: cb139441513 (data)
- International Standard Name Identifier: 0000 0000 0106 7304
- Library of Congress Control Number: no2007086245
- MusicBrainz: 903092cd-92f1-4e2d-b484-7573ca0744f1
- Virtual International Authority File: 9628360
- WorldCat: E39PBJx8DJG8X4j87HQVWvPPcP